# 52e parallèle sud
Pour les articles homonymes, voir 52e parallèle.
En géographie, le 52e parallèle sud est le parallèle joignant les points de la surface de la Terre dont la latitude est égale à 52° sud.

## Géographie

### Dimensions
Dans le système géodésique WGS 84, au niveau de 52° de latitude sud, un degré de longitude équivaut à 68,678 km ; la longueur totale du parallèle est donc de 24 724 km, soit environ 61,5 % de celle de l'équateur. Il en est distant de 5 763 km et du pôle Sud de 4 239 km,.

### Régions traversées
Le 52e parallèle sud passe au-dessus des océans sur près de 98 % de sa longueur ; il coupe cependant la pointe sud de l'Amérique du Sud, l'archipel de Patagonie et les îles Malouines.
Le tableau ci-dessous résume les différentes zones traversées par le parallèle, d'ouest en est :
| Zone                                   | Début                | Fin                  | Longueur (km) |
| -------------------------------------- | -------------------- | -------------------- | ------------- |
| Océans Atlantique, Indien et Pacifique | 52° 00′ S, 58° 21′ O | 52° 00′ S, 75° 05′ O | 23 575        |
| Archipel de Patagonie                  | 52° 00′ S, 75° 05′ O | 52° 00′ S, 73° 36′ O | 102           |
| Amérique du Sud                        | 52° 00′ S, 73° 36′ O | 52° 00′ S, 68° 41′ O | 338           |
| Océan Atlantique                       | 52° 00′ S, 68° 41′ O | 52° 00′ S, 60° 55′ O | 533           |
| Îles Malouines                         | 52° 00′ S, 60° 55′ O | 52° 00′ S, 58° 21′ O | 176           |

## Frontière
Le 52e parallèle marque une partie de la frontière entre l'Argentine et le Chili.